# Nikita Mihalkov
Nikita Sergejevič Mihalkov (rus. Ники́та Серге́евич Михалко́в, Moskva, 21. listopada 1945.), sovjetski i ruski glumac i filmski redatelj, narodni umjetnik RSFSR-a (1984.)

## Životopis
Mihalkov je predsjednik Saveza filmskih djelatnika Rusije i dobitnik Oscara za najbolji strani film 1995. (film Ispijeni suncem).